# 李偉農
李偉農（葡萄牙語：Lei Wai Nong，1969年—），出生於福建漳州，籍貫廣東台山。自1992年投入公職並於印刷署工作；現任澳門基金會行政委員會全職成員；曾任澳門特別行政區政府印務局局長、前民政總署管理委員會副主席、市政署市政管理委員會副主席、經濟財政司司長、橫琴粵澳深度合作區管理委員會執行委員會主任。

## 學歷
李偉農於聖若瑟教區中學校本部高中畢業後，在澳門理工學院取得電腦學文憑；其後也取得澳門大學政府及公共行政學士、中文法學士以及社會科學碩士學位。 
李偉農擔任公職期間曾就讀《中、高級公務員管理發展課程》以及行政管理、葡萄牙語、排版、電腦、會計等相關課程。

## 簡歷
李偉農於1992年加入澳葡政府，在印刷署行政暨財政處先後擔任資訊助理技術員、資訊督導員、資訊技術員及助理。1996年在局內的照相排版處擔任助理，1998年獲晉升為照相排版處處長。
2008年7月，接替退休的印務局前局長馬丁士（António Ernesto Silveiro Gomes Martins）出任代局長；2009年1月2日正式被獲委任為印務局局長。
2009年12月20日接任民政總署管理委員會副主席。
2016年1月1日獲委任為民政總署管理委員會副主席。
2019年1月1日獲委任為市政署市政管理委員會副主席。
2021年9月17日，橫琴粵澳深度合作區管理委員會成立後，兼任管理委員會下屬執行委員會主任職務。
依照澳門特別行政區基本法的有關規定，根據澳門特別行政區第五任行政長官賀一誠提名，國務院2019年12月1日任命李偉農為經濟財政司司長。
2024年12月20日，獲委任為澳門基金會行政委員會全職成員。

## 外部連結
- 李偉農接任印務局長

| 官衔              | 官衔                                                          | 官衔                      |
| ----------------- | ------------------------------------------------------------- | ------------------------- |
| 前任： 梁维特     | 澳門特別行政區經濟財政司司長 · 2019年12月20日－2024年12月19日 | 繼任： 戴建業             |
| 政府职务          |                                                               |                           |
| 新頭銜            | 澳門基金會行政委員會全職成員 2024年12月20日—                  | 現任                      |
| 前任： 張素梅     | 民政總署管理委員會副主席 2009年12月20日－2018年12月31日       | 末任 原因：民政總署被撤銷 |
| 新頭銜 成立市政署 | 市政署市政管理委員會副主席 2019年1月1日－2019年12月19日       | 繼任： 柯嵐               |